# Monastère d'Esphigmenou
Le monastère d'Esphigmenou (en grec moderne : Εσφιγμένου) est un des vingt monastères orthodoxes de la communauté monastique du mont Athos, dont il occupe la 18e place dans le classement hiérarchique.
Il est situé au nord-est de la péninsule, et est dédié à l'Ascension du Seigneur.
En 1990, il comptait 42 moines.

## Histoire
Le monastère dans sa forme actuelle a été fondé au Xe-XIe siècle. Une tradition athonite fait part d'une première fondation au Ve siècle.
Depuis la fin des années 1960, un conflit oppose la communauté monastique et le patriarche œcuménique qui est l'autorité religieuse suprême du Mont-Athos. Les moines, vieux-calendaristes, lui reprochent ses initiatives œcuméniques. Le monastère d'Esfigmenou s'est séparé de facto du reste de l'Église en refusant de commémorer le patriarche de Constantinople dont dépendent les monastères du Mont-Athos après que celui-ci (le patriarche Athénagoras) a rencontré le pape dans les années 1960. Depuis, un schisme perdure à Esfigmenou. En décembre 2002, une décision d'évacuation des moines schismatiques a été prise. Une nouvelle communauté a été constituée avec l'accord des 19 autres monastères, mais les moines réfractaires refusent de partir et font appel auprès de la cour suprême administrative de Grèce. En novembre 2005, la cour a rejeté l'appel et a rappelé l'autorité spirituelle du patriarche. Néanmoins les moines n'ont jamais été expulsés.

## Patrimoine artistique

### Architecture
Le monastère comprend plusieurs édifices importants. Même si le monastère lui-même fut fondé au plus tard au XIe siècle, les édifices existants furent pour la plupart construits au cours de la première moitié du XIXe siècle. Un mur d’enceinte de forme rectangulaire entoure une vaste cours, laquelle abrite, en son centre, le catholicon entouré de diverses ailes dont celle des cellules des moines, le réfectoire et une maison de visiteurs.

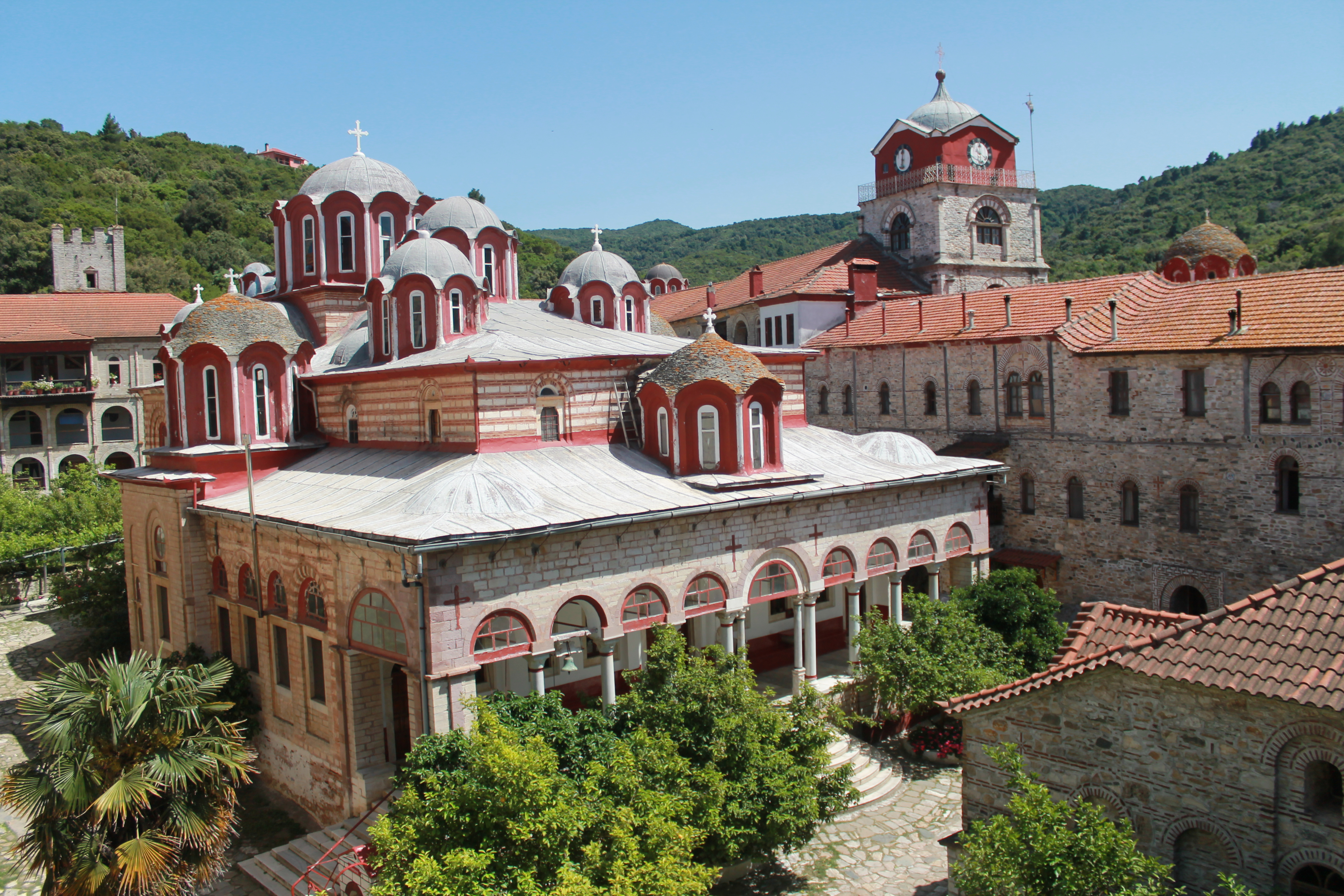
Vue du catholicon.

Le catholicon, dédié à l’Ascension du Christ fut construit dans le style des églises du Mont-Athos entre 1806 et 1810 sous l’égide de l’hygoumène Theodoritos sur le site d’un catholicon antérieur.  Sa construction fut rendue possible grâce à la générosité de l’évêque Ignatius de Kassandreia et le monastère fut consacré en 1811 par le patriarche Georges V. L’église elle-même est spacieuse et majestueuse, supportant huit dômes sur un toit couvert de bonze, le dôme central dominant les autres. Le marbre ayant servi à sa construction provient de Tinos, provenance de l’architecte de l’église, Paul.
La nef du catholicon reçut son iconographie en 1811 et le sanctuaire en 1818; on doit celle-ci aux iconographes Veniamin, Zacharias et Makarios. La décoration fut complétée en 1841 avec l’iconographie du narthex, œuvre des iconographes Ioasaf, Nikiforos, Gerasimos et Anthimos. L’autel, l’iconostase ainsi que d’autres éléments de l’église datent de la même période. On doit mentionner en particulier l’iconostase, considérée comme l’une des plus importantes de l’époque post-byzantine sur le Mont-Athos. Faite de bois sculpté recouvert de feuilles d’or, il représente diverses scènes de l’Ancien et du Nouveau Testament. Ce même catholicon comprend également deux chapelles, un vestibule et un porche, ajoutés en 1845 par le patriarche œcuménique Anthimos VI de Constantinople qui fut lui-même moine dans ce monastère.
Du côté sud-est, mais séparé du catholicon, se trouvent les fonts baptismaux (en grec :  Φιάλη) où l’on conserve l’eau bénite. Ils furent bâtis en 1815 sous l’hygoumène Euthymos sur le site d’une structure similaire datant de l’époque de Jean V Paléologue. Cette structure est surmontée d’un dôme reposant sur huit colonnes de marbre reliées par des métopes de marbre sculpté. 
Le réfectoire constitue l’édifice le plus ancien du monastère. Il s’agit d’un édifice semi-détaché dans l’aile ouest de l’autre côté du catholicon. De forme rectangulaire, il fut rénové en 1810 par l’higoumène Anthymios. Son iconographie  datant des XVIe siècle et XVIIe siècle a survécu même si elle fut grandement endommagée par les feux que les soldats ottomans y allumèrent pour se réchauffer pendant leur séjour au monastère lors de la guerre de la révolution grecque.
Le monastère comprend également treize chapelles dont huit sont situées dans l’édifice principal et cinq au dehors. Parmi les chapelles intérieures, la plus importante est certainement celle de la Présentation de Marie et la chapelle des Archanges sur les côtés du catholicon. Les autres chapelles intérieures sont situées à travers le monastère; si on n’y trouve pas de fresques, elles renferment par ailleurs d’importantes icônes. Parmi les chapelles extérieures la plus notable est celle de saint Antoine de Kiev, le fondateur de la lavre de Kiev Pechersk, de l’autre côté du monastère. La Vie de saint Antoine mentionne que ce dernier fut moine au Mont-Athos et la tradition du monastère d’Esphigmenou veut qu’il ait habité dans une caverne isolée d’où l’on voyait la mer et que l’on montre encore aux visiteurs. Son souvenir est commémoré lors de la fête de la Toussaint d’Esphigmenou.

### Trésors culturels

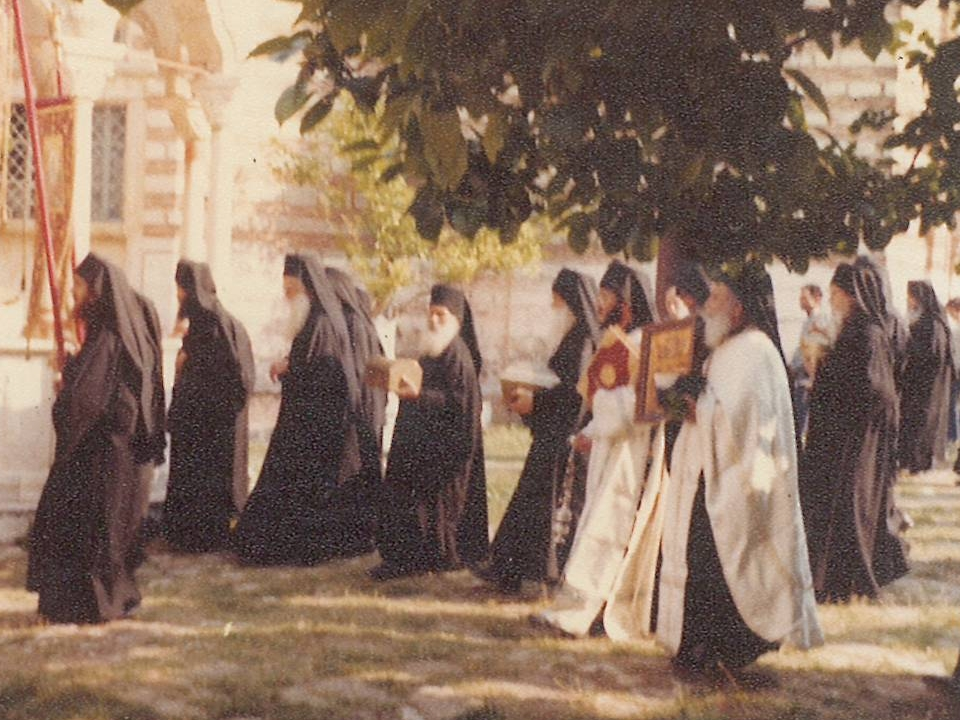
Procession vers les fonts baptismaux lors de la bénédiction de l’eau, Fête de l’Ascension 1978.

Le Trésor du monastère abrite d’importantes reliques. Celui-ci de même que la bibliothèque du monastère sont temporairement relocalisés au-dessus du narthex du catholicon. Parmi ses trésors culturels on trouve des crosses abbatiales, des livres, des vêtements sacerdotaux, etc. Le monastère a en sa possession un morceau important de la tente de Napoléon (3,05 par 2,80 m) don du patriarche Grégoire V de Constantinople. Les moines l’utilisent une fois par an, lors de la fête de l’Ascension du Christ pour couvrir l’entrée du catholicon.
La croix dite de Pulchérie repose sur l’autel du catholicon, lequel abrite également des reliques saintes et une importante mosaïque byzantine. Mesurant seulement 0,15 par 0,07 m2, elle représente avec force détails un Christ debout. Elle est recouverte par un cadre d’argent où sont représentés les apôtres, alors que les reliques sont encastrées dans son flanc inférieur.
Le monastère possède également une imposante collection de manuscrits. La bibliothèque en abrite 372 dont 75 sont faits de parchemins certains d’entre eux agrémentés d’une riche décoration iconographique. Le plus important d’entre eux est le Minologion, portant le numéro 14, qui est enrichi de 80 miniatures. La bibliothèque possède une collection d’environ 2000 volumes imprimés alors que 6000 autres sont répartis dans différentes parties du monastère au deuxième étage de l’aile nord.